# Grand National Rodeo

Logo des Grand National Rodeo

Die Grand National Rodeo, Horse and Stock Show ist eine der größten Rodeoveranstaltungen in den USA. Die Veranstaltung findet alljährlich im Cow Palace in Daly City vor den Toren San Franciscos statt. Damit wird der Sport einem großstädtischen Publikum präsentiert.
Das Rodeo findet seit der Eröffnung des Cow Palace im Jahr 1941 dort statt. Neben dem Rodeo wird dem Publikum ein umfangreiches Rahmenprogramm mit Western-Shows und Country-Musik geboten.